# Filialkirche Altweitra

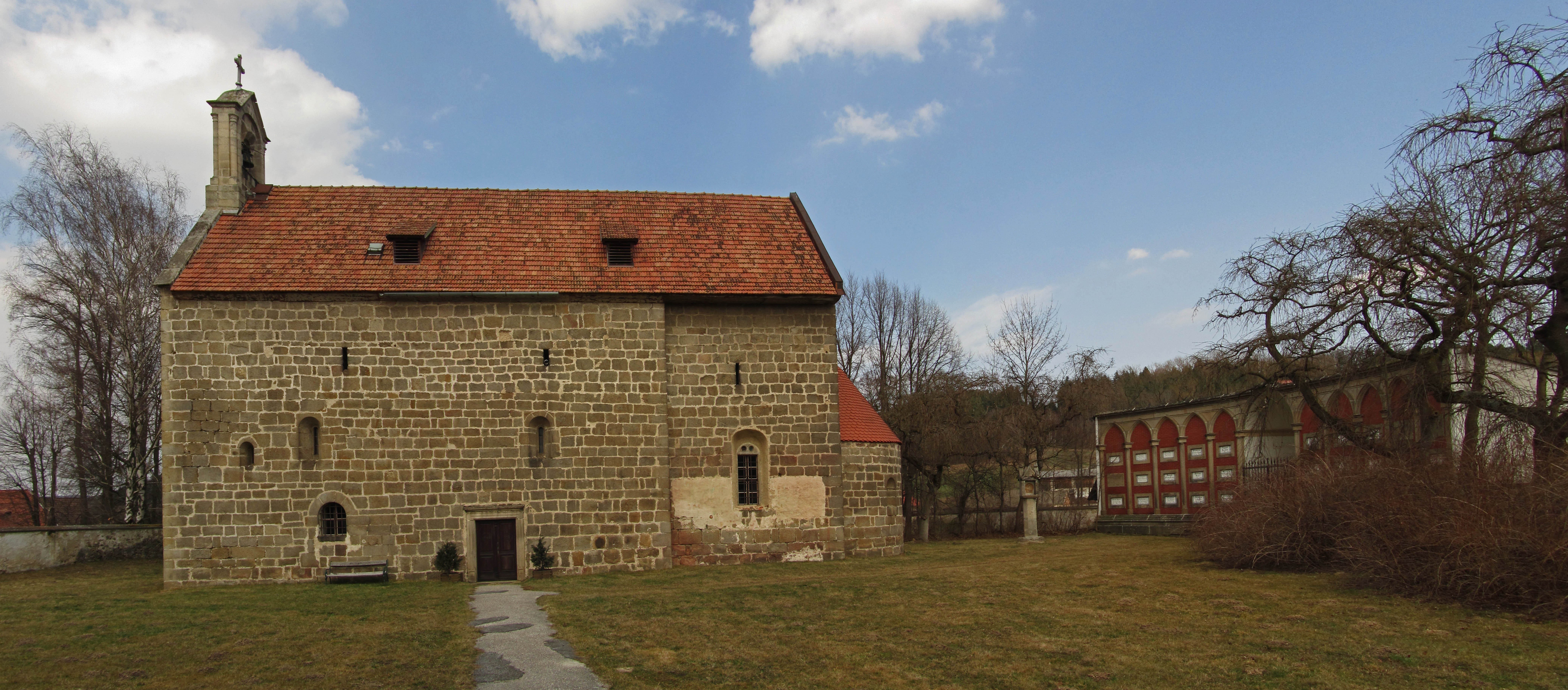
Filialkirche Altweitra

Die römisch-katholische Filialkirche Altweitra ist eine romanische, von einem ehemaligen Friedhof und einer ursprünglich wehrhaften Mauer umgebene Saalkirche im Südwesten des niederösterreichischen Ortes Altweitra. Als Filiale der Pfarre Weitra gehört sie zum Dekanat Gmünd. Sie steht unter dem Patrozinium der Heiligen Peter und Paul.

## Geschichte
Die von Hadmar II. von Kuenring gegründete Pfarre Altweitra war eine Urpfarre des Waldviertels. Sie wird urkundlich 1197 erwähnt, reicht aber in die Zeit vor 1182 zurück. Nach der Gründung von Weitra am Anfang des 13. Jahrhunderts wurden jedoch die Pfarrrechte dorthin übertragen. Die Kirche ist vermutlich um 1220 erbaut worden. Das Dachgeschoß wird als ehemalige, bis in die erste Hälfte des 13. Jahrhunderts bestehende Pilgerherberge oder als Wehr- und Fluchtgeschoß gedeutet.

## Außenbau
Die Kirche ist ein hoher, romanischer Saalbau mit leicht eingezogenem Chorjoch unter durchgehendem Satteldach und einer niedrigen Halbkreisapsis. Das Mauerwerk besteht aus unverputzten Steinquadern. Die schlichte, portallose Westfassade mit ihren abgefasten Rechteckfenstern wurde 1863 im oberen Teil erneuert und mit einer Klangarkade ausgestattet. Das Rechteckportal an der Südseite des Langhauses entstand vermutlich im 17. Jahrhundert. Links davon ist noch der Rundbogen des ehemaligen romanischen Portals erhalten. Am gesamten Bau befinden sich schmale Rundbogenfenster mit Trichtergewänden. Darüber liegen am Langhaus je zwei und am Chor je ein Schlitzfenster über den Gewölben. Dabei handelt es sich um die Fenster des früheren Wehrgeschoßes oder der Pilgerherberge. Das Langhaus ist nordseitig von einem Rechteckfenster durchbrochen. Das Chorjoch hat südseitig ein Rundbogenfenster mit eingeschriebenen Okuli aus dem 13. Jahrhundert.

## Inneres

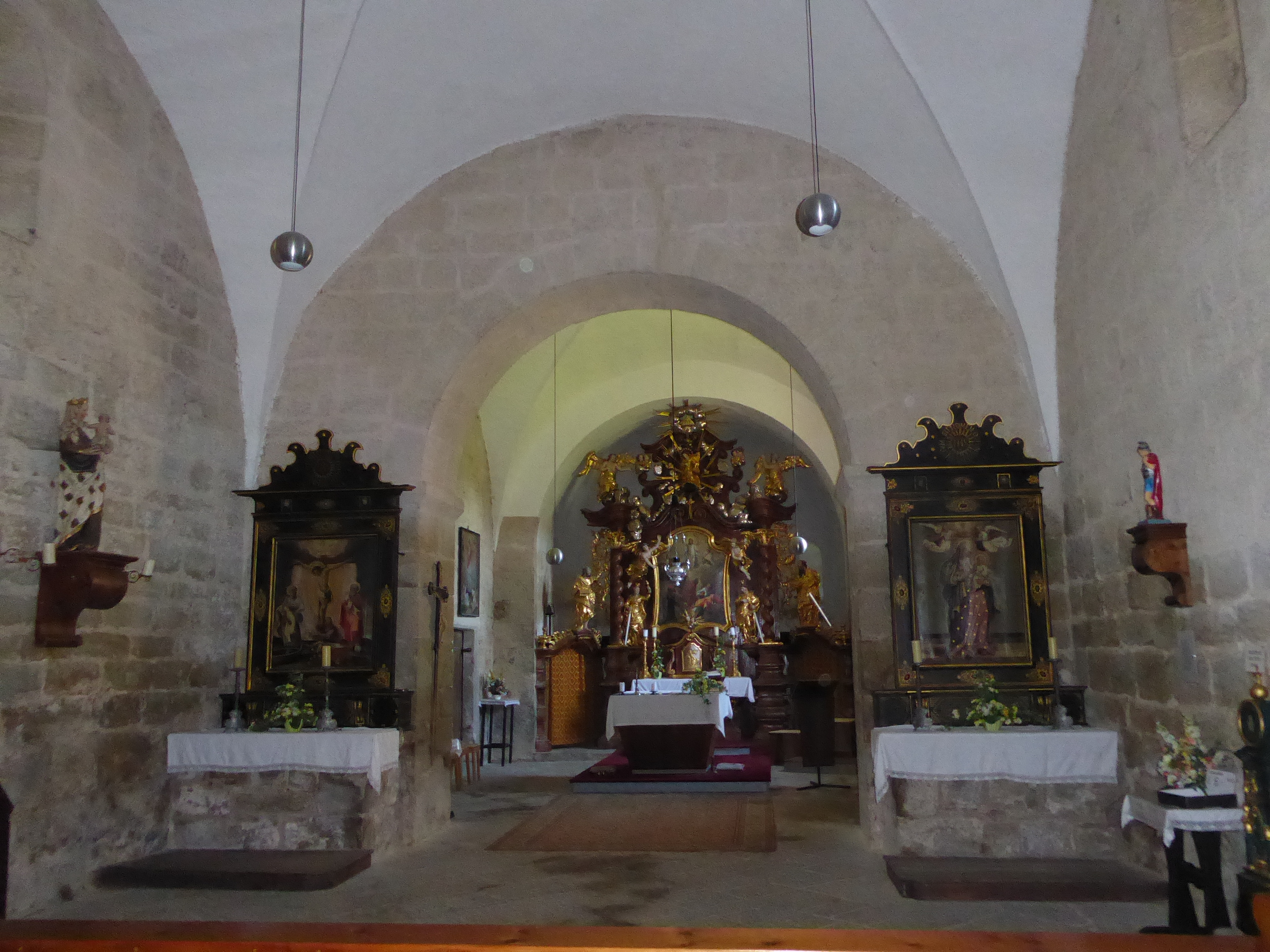
Inneres der Filialkirche Altweitra

Auch im Innern ist das unverputzte Quadermauerwerk vorherrschend. In den zwei quadratischen Langhausjochen befinden sich Kreuzgratgewölbe mit runden Schlusssteinen über rundbogigen Gurtbögen auf romanischen Hängelisenen mit Kämpfergesims. Auf einem romanischen Kämpfergesims ruht auch der eingezogene, rundbogige Triumphbogen. Das kreuzgratgewölbte Chorquadrat hat im Norden ein gotisches, abgefastes Rechteckportal, das ursprünglich zu einer Sakristei führte. Die Apsis verfügt über eine romanische Kalotte. Die Orgelempore wurde im 19. Jahrhundert aus Holz angefertigt. Über den Gewölben befindet sich ein ursprünglich durch eine Balkendecke geschaffener, bei früherem Vorhandensein einer Flachdecke vielleicht doppelgeschoßiger Raum im Dachstuhl, der wohl als Wehrgeschoß oder Pilgerherberge angelegt war. Die Balkenlöcher über den Schlitzfenstern sind noch erhalten.

## Einrichtung

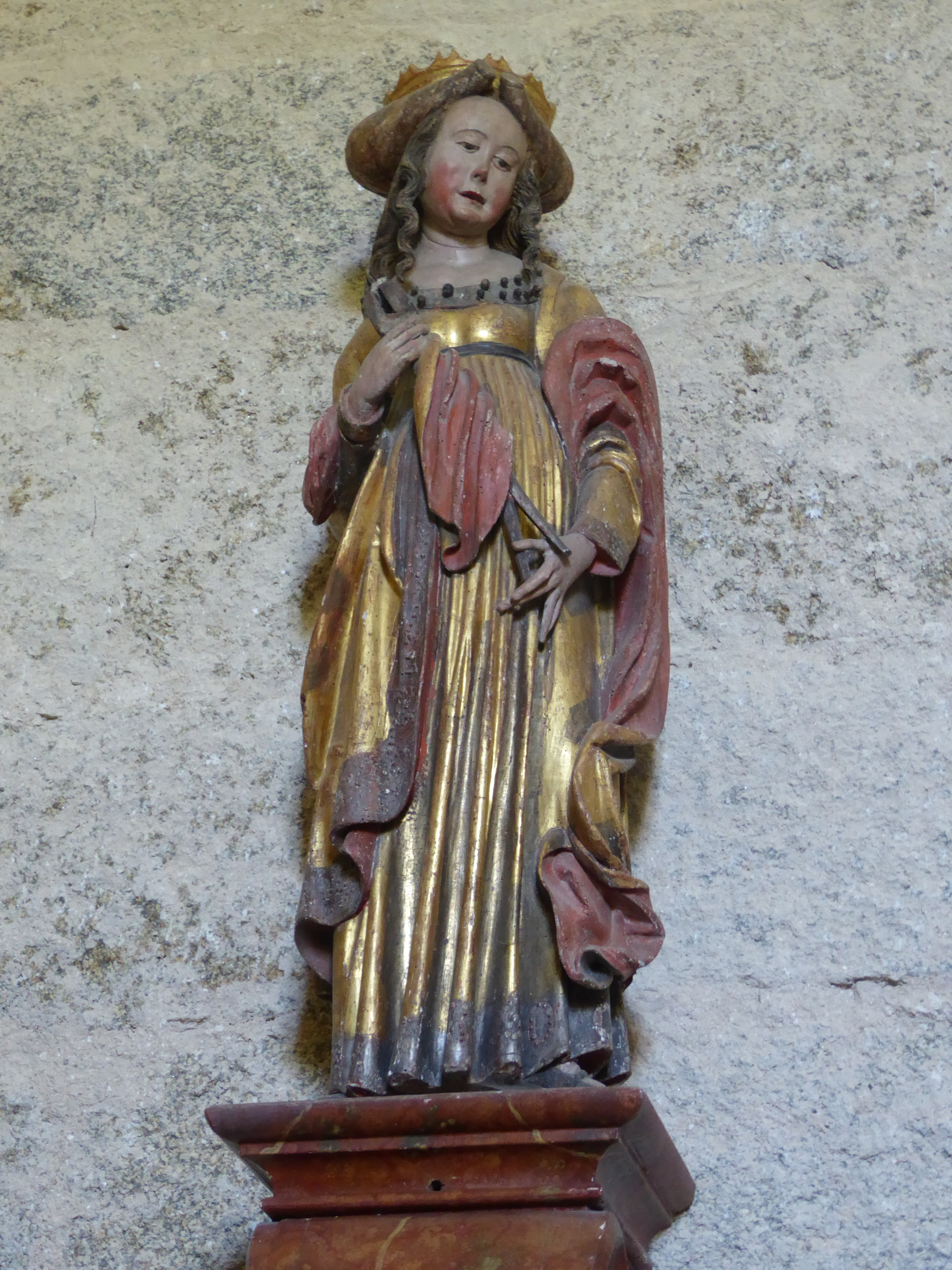
Statue hl. Apollonia (um 1520)

Der Rokoko-Hochaltar mit marmoriertem, einachsigem Säulenaufbau wurde im dritten Viertel des 18. Jahrhunderts geschaffen. Er hat ein Altarblatt mit einer Darstellung der Verklärung Christi, Seitenfiguren der Heiligen Barbara und Katharina, im Auszug eine Maria-Immaculata-Figur und über den seitlichen Opfergangsportalen Bildnisse der Heiligen Petrus und Paulus. Die Seitenaltäre aus der Zeit um 1620/30 sind mit übergiebelten Blendrahmen ausgestattet. Am linken Altarblatt ist die Kreuzigung Christi dargestellt und am rechten die heilige Maria mit Kind als Himmelskönigin. Die Kanzel mit fünfseitigem Korb auf Pfeilern mit Zierpilastern ist mit 1629 bezeichnet. Von 1710/20 stammt das Brüstungspositiv, mit Pedalzubauten von Joachim Pruckner aus dem Jahr 1794. Zur weiteren Ausstattung zählen Schnitzfiguren der Maria mit Kind aus der Zeit um 1330, eine Figur der heiligen Apollonia aus der Zeit um 1520 und eine weibliche Heilige in nachgotischer Angleichung von 1620/30, ein Bild der Verklärung Christi, das vermutlich im 18. Jahrhundert gemalt wurde, ein biedermeierlicher Opferstock aus Holz aus der ersten Hälfte des 19. Jahrhunderts mit Engelrelief und eine Glocke von 1411.

## Friedhof
Östlich der Kirche liegt im ehemaligen Friedhof die Familiengruft der Landgrafen von Fürstenberg, erbaut 1843, mit romanisch historistischer Exedra aus Ziegelmauerwerk mit Spitzbogennische zwischen spitzbogigen Blendarkaden.